# Antigeen-presenterende cel

Een antigeen-presenterende cel die T-cellen in "cytotoxische" CD8+ cellen of CD4+ cellen laat omzetten.

Antigeen-presenterende cellen zijn cellen met de functie van het presenteren van een antigeen aan een T-cel. Deze cellen zijn onmisbaar om bij dieren en bij de mens het afweersysteem goed te laten functioneren. 
Er is een drietal zeer effectieve antigeen-presenterende cellen:
- de B-cellen
- de macrofagen
- de dendritische cellen

Antigeen-presenterende cellen hebben onder andere de zowel zeer gespecialiseerde als streng gereguleerde functies:
- Het continu controleren van zowel de intra- als extracellulaire ruimte op de aanwezigheid van potentiële antigene moleculen.
- Het op een herkenbare manier op hun celoppervlak aan T-(helper)cellen (th) presenteren van fragmenten van deze moleculen, om zodoende het afweersysteem in werking te zetten.